# Rocky Elsom
Rocky Dan Elsom (Melbourne, 14 febbraio 1983) è un rugbista a 15 australiano, che gioca come terza linea ala con la squadra francese del Narbonne.

## Biografia
Nativo di Melbourne, crebbe nel Queensland, a Brisbane, dove iniziò la pratica rugbistica; inizialmente professionista nel XIII nelle file dei Canterbury Bulldogs, a 20 fu convinto dall'allenatore Bob Dwyer a cambiare al XV.
Passato nella squadra di club del Randwick di Sydney, fu ascritto alla squadra provinciale del Nuovo Galles del Sud e alla franchise in Super 12 dei Waratahs nel 2003; nello stesso anno fu il vice-capitano della Nazionale giovanile che prese parte alla Coppa del Mondo di categoria.
L'anno successivo giunse alla finale di Super 12 contro i neozelandesi Crusaders, e si mise in luce per gli Wallabies, con i quali esordì poi nel giugno del 2005 in un test contro Samoa.
In occasione della sua 50ª partita nel Super 12 (2007) Rocky Elsom scese in campo da capitano, contro gli Highlanders.
Nello stesso anno prese parte alla Coppa del Mondo di rugby 2007 in Francia, dove l'Australia fu eliminata ai quarti di finale dall'Inghilterra; un anno più tardi fu ingaggiato in Europa in Celtic League nelle file del Leinster, franchise di Dublino, con cui si laureò campione d'Europa nel 2009 e guadagnandosi il titolo di Man of the Match in occasione della finale di Heineken Cup contro gli inglesi del Leicester, dopo essere già stato nominato Giocatore dell'anno dello stesso club; una settimana dopo la vittoria europea, quando già aveva manifestato la sua intenzione di tornare in patria per avere più possibilità di mettersi in luce per la Nazionale, fu anche invitato dai Barbarians per il loro rituale incontro con la Nazionale inglese.
Tornato in Australia nei Brumbies di Canberra divenne capitano della Nazionale.
Nel 2012 si unì nuovamente ai Waratahs; l'anno dopo si trasferì in Francia per una breve apparizione con il Tolone e nel 2014 firmò un contratto con il Narbonne impegnato nel Pro D2 francese.

## Palmarès
- Heineken Cup: 1
Leinster: 2008-09